# Wiktor Szwecow
Wiktor Borysowycz Szwecow, ukr. Віктор Борисович Швецов (ur. 22 czerwca 1969 w Odessie) – ukraiński sędzia piłkarski FIFA, sędziuje mecze Premier-lihi. Najlepszy sędzia Ukrainy sezonu 2009/10 i 2010/11 według plebiscytu Premier-lihi.

## Kariera sędziowska
W 1991 rozpoczął karierę sędziowską w meczach lokalnych rozgrywek piłkarskich. Od 1992 sędziował mecze Amatorskich Mistrzostw Ukrainy, od 1994 w Drugiej Lidze, od 2002 w Pierwszej Lidze, a od 2005 w Wyższej Lidze Ukrainy. Sędzia FIFA od 2008 roku.
25 maja 2011 sędziował finałowy mecz Pucharu Ukrainy pomiędzy Dynamo Kijów i Szachtar Donieck (0:2). Wcześniej w 2008 roku pokazał 5 czerwonych kartoników w finałowym meczu Pucharu Ukrainy.